# Wallis- och Futunaöarna
Wallis- och Futunaöarna (franska Îles Wallis et Futuna, walliska och östfutuna Uvea mo Futuna), formellt på svenska Territoriet Wallis- och Futunaöarna) är ett franskt territorium i sydvästra Stilla havet. Huvudort är Mata-Utu. 
Området består av två ögrupper som är belägna cirka 250 km ifrån varandra. Grupperna ligger mellan Fiji och Samoa, och räknas till Polynesien.
- Îles Wallis - Wallisöarna
  - Île Wallis - Wallisön, cirka 96 km²
  - med cirka 15 mindre öar och atoller innanför lagunen

- Îles de Horne - Hoornöarna
  - Île Alofi - Alofiön, cirka 32 km²
  - Île Futuna - Futuna, cirka 64 km²

## Historia
Området har varit bebott av polynesier sedan 800-talet och uppdelat i tre kungadömen. På Wallisön grundades Uveariket i början på 1400-talet och på Futunaön grundades Aloriket i mitten på 1500-talet och Sigaveriket 1784. De lokala monarkerna regerar än idag även om de som övriga monarker i världen har begränsad makt.
Futuna och Alofi upptäcktes av européer den 26 april 1616 av nederländske Jacob Le Maire och Willem Corneliszoon Schouten. Uvea upptäcktes den 16 augusti 1767 av brittiske Samuel Wallis. 1837 kom franska missionärer till öarna och konverterade ursprungsbefolkningen till katolicismen. Efter ett uppror bad missionärerna om franskt beskydd 1842.
1842 utropades området till franskt protektorat vilket dock genomfördes först 1887 på Uvea och 1888 på Futuna, samma år införlivades området förvaltningsmässigt i Nya Kaledonien. 1924 blev området en egen koloni och omvandlades sedan den 30 juli 1961 till ett "territorié d'outre-mer" med viss autonomi och erhöll den 28 mars 2003 slutligen status som franskt "collectivité d'outre-mer".

## Geografi och klimat

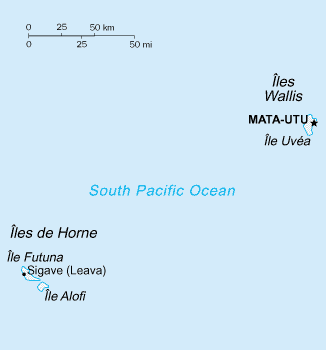
Wallis- och Futunaöarna

Territoriet inkluderar öarna Wallis (den mest befolkade), Futuna, Alofi (obebodd) och 20 obebodda holmar, vilket utgör en total yta på 274 km², och 129 km kustlinje. Den högsta punkten i territoriet är Mont Singavi på ön Futuna, med en höjd på 765 meter över havet.
Klimatet i Wallis- och Futunaöarna är tropiskt, dvs oftast varmt och fuktigt. Regntiden varar november till april då det också är varmast. Den bästa restiden är under den svalare årstiden från maj till oktober. Årsnederbörden ligger på 2 500 till 3 000 millimeter, den genomsnittliga luftfuktigheten på 80 % och medeltemperaturen på 26,6 °C.
Bara fem procent av öns landyta är odlingsbar, och permanenta grödor täcker ytterligare 20 % av ytan. Skogsavverkning är ett stort problem på ön, då skog avverkats för att användas som bränsle. En konsekvens av detta är att erosionen drabbar öarnas bergiga terräng hårdare än om skogarna funnits kvar. Anledningen till att Alofi är obebodd är att den inte har någon naturlig tillgång till sötvatten.

### Administrativ indelning
Förvaltningsmässigt delas området i tre traditionella Royaumes coutumiers (kungadömen). Bara ett av dessa är vidare indelat i flera divisioner.
| Kungadöme              | Huvudstad       | Area (km²) | Befolkning folkräkningen 2018 | Byar |
| ---------------------- | --------------- | ---------- | ----------------------------- | ---- |
| Wallisöarna            |                 |            |                               |      |
| 'Uvea                  | Mata-Utu        | 77,5       | 10 071                        | 21   |
| Hihifo ("väst")        | Vaitupu         | 23,4       | 1 942                         | 5    |
| Hahake ("öst")         | Mata-Utu        | 27,8       | 3 415                         | 6    |
| Mu'a ("först")         | Mala'efo'ou (1) | 26,3       | 2 976                         | 10   |
| Hoornöarna             |                 |            |                               |      |
| Sigave (västra Futuna) | Leava           | 30,0       | 1 275                         | 6    |
| Alo (östra Futuna)     | Mala'e          | 53,0       | 1 950                         | 8    |
| Alo (Alofiön)          | Alofitai        | 32,0       | 1                             | 1    |
| Wallis och Futuna      |                 |            |                               |      |
|                        | Mata-Utu        | 192,5      | 13 297                        | 36   |

(1) tidigare vid namn Mua
Parlamentet "Assemblée Territoriale" har sitt säte i Mata-Utu på Wallisön.

## Ekonomi
Territoriets ekonomi baseras främst på traditionellt jordbruk för egen försörjning (kokosnötter och grönsaker), boskap (främst grisar) och fiske. Ungefär 80 % av befolkningen försörjer sig på det sättet. Omkring 4 % av befolkningen är anställda i den offentliga sektorn. Intäkter kommer främst från bidrag från franska staten, fiskelicenser som Japan och Sydkorea köper, importskatt och penningförsändelser från arbetskraftsutvandrare till Nya Kaledonien, Franska Polynesien och Frankrike.
1995 hade territoriet en PPP-justerad BNP på totalt 28,7 miljoner USD, vilket ger 2 000 USD per capita. Territoriet har intäkter på ungefär 20 miljoner USD per år mot utgifter på omkring 17 miljoner USD.
Wallis- och Futunaöarna exporterar främst jordbruksprodukter och hantverk, och importerar mat, tillverkade varor, transportutrustning, bränsle och kläder. Det mesta importeras från Frankrike, Australien och Nya Zeeland.
Territoriet använder sig av valutan CFP-franc, som är bunden till euron vid växelkursen 1 000 XPF = 8,38 EUR

## Demografi
Wallis- och Futunaöarna hade vid 2003 års folkräkning 14 944 invånare (67,4 % på ön Wallis, 32,6 % på ön Futuna), och den absoluta majoriteten är av polynesisk etnicitet, en liten minoritet är av fransk börd. Mer än 16 000 personer från territoriet är utrikesarbetare i Nya Kaledonien, vilket utgör mer än territoriets totala befolkning. En överväldigande majoritet är romersk-katolska, och talar både franska och wallisiska eller futunska. Franska talas dock bara av 10 % av befolkningen som förstaspråk. Ungefär halva befolkningen över 15 år kan läsa och skriva.

## Infrastruktur
Wallis har runt 100 kilometer landsväg, varav 16 kilometer är asfalterade, medan ön Futuna bara har 20 kilometer oasfalterad landsväg.
Territoriet har två huvudhamnar, Mata-Utu och Leava, som kan försörja dess handelsflotta bestående av tre skepp (två passagerarskepp och en petroleumtanker).
Det finns två flygplatser, en på Wallis med en asfalterad landningsbana på 2 100 meter, och en på Futuna med en oasfalterad landningsbana på 1000 meter. Flygbolaget Aircalin, som är baserat på Nya Kaledonien, opererar de enda kommersiella flyg som går till Wallis. Det finns inga kommersiella färjelinjer.